# Electropop
Electropop là một thể loại nhạc điện tử theo xu hướng pop chủ yếu bao gồm việc sử dụng synthesizer. Dòng nhạc này phổ biến và ảnh hưởng trở lại từ cuối những năm 2000.
Thuật ngữ "electropop" được sử dụng trong suốt những năm 1980 để miêu tả một dạng synthpop với âm thanh điện tử được nhấn mạnh.

## Sự phục hưng ở thế kỷ 21
Vào cuối những năm 2000, nhiều ca sĩ nổi tiếng bắt đầu thực hiện những bài hát electropop. Album phòng thu thứ hai của nữ ca sĩ người Anh Lily Allen phát hành năm 2009 với tên gọi It's Not Me, It's You chiếm phần lớn là electropop, đối lập hoàn toàn với album đầu tay theo phong cách nhạc ska.